# Scottish Open
Scottish Open är en professionell rankingturnering i snooker som spelas i Skottland. Turneringen har tidigare hetat International Open, Goya Matchroom Trophy och Players Championship. Förutom det första året 1981 och ett uppehåll för tävlingen säsongerna 1990/1991 och 1991/1992 spelades turneringen som en rankingturnering fram till 2004. Därefter gjordes ett uppehåll och turneringen kom tillbaka först 2012 som en mindre rankingturnering inom ramen för Players Tour Championship.
Efter ytterligare ett uppehåll återkommer tävlingen som en fullvärdig rankingturnering säsongen 2016/2017 som en del av Home Series, en serie tävlingar i England, Skottland, Wales och Nordirland.
Steve Davis är den mest framgångsrika spelaren i turneringen, med sex segrar och ytterligare två finalplatser. 

## Vinnare
| År                              | Vinnare                         | Motståndare                     | Resultat                        | Säsong                          |
| International Open (ej ranking) | International Open (ej ranking) | International Open (ej ranking) | International Open (ej ranking) | International Open (ej ranking) |
| ------------------------------- | ------------------------------- | ------------------------------- | ------------------------------- | ------------------------------- |
| 1981                            | Steve Davis                     | Dennis Taylor                   | 9 – 0                           | 1981/82                         |
| International Open (ranking)    |                                 |                                 |                                 |                                 |
| 1982                            | Tony Knowles                    | David Taylor                    | 9 – 6                           | 1982/83                         |
| 1983                            | Steve Davis                     | Cliff Thorburn                  | 9 – 4                           | 1983/84                         |
| 1984                            | Steve Davis                     | Tony Knowles                    | 9 – 2                           | 1984/85                         |
| Goya Matchroom Trophy (ranking) |                                 |                                 |                                 |                                 |
| 1985                            | Cliff Thorburn                  | Jimmy White                     | 12 – 10                         | 1985/86                         |
| International Open (ranking)    |                                 |                                 |                                 |                                 |
| 1986                            | Neal Foulds                     | Cliff Thorburn                  | 12 – 9                          | 1986/87                         |
| 1987                            | Steve Davis                     | Cliff Thorburn                  | 12 – 5                          | 1987/88                         |
| 1988                            | Steve Davis                     | Jimmy White                     | 12 – 6                          | 1988/89                         |
| 1989                            | Steve Davis                     | Stephen Hendry                  | 9 – 4                           | 1989/90                         |
| 1993                            | Stephen Hendry                  | Steve Davis                     | 10 – 6                          | 1992/93                         |
| 1994                            | John Parrott                    | James Wattana                   | 9 – 5                           | 1993/94                         |
| 1995                            | John Higgins                    | Steve Davis                     | 9 – 5                           | 1994/95                         |
| 1996                            | John Higgins                    | Rod Lawler                      | 9 – 3                           | 1995/96                         |
| 1997                            | Stephen Hendry                  | Tony Drago                      | 9 – 1                           | 1996/97                         |
| Scottish Open (ranking)         |                                 |                                 |                                 |                                 |
| 1998                            | Ronnie O'Sullivan               | John Higgins                    | 9 – 5                           | 1997/98                         |
| 1999                            | Stephen Hendry                  | Graeme Dott                     | 9 – 1                           | 1998/99                         |
| 2000                            | Ronnie O'Sullivan               | Mark Williams                   | 9 – 1                           | 1999/00                         |
| 2001                            | Peter Ebdon                     | Ken Doherty                     | 9 – 7                           | 2000/01                         |
| 2002                            | Stephen Lee                     | David Gray                      | 9 – 2                           | 2001/02                         |
| 2003                            | David Gray                      | Mark Selby                      | 9 – 7                           | 2002/03                         |
| Players Championship (ranking)  |                                 |                                 |                                 |                                 |
| 2004                            | Jimmy White                     | Paul Hunter                     | 9 – 7                           | 2003/04                         |
| Scottish Open (mindre ranking)  |                                 |                                 |                                 |                                 |
| 2012                            | Ding Junhui                     | Anthony McGill                  | 4 – 2                           | 2012/13                         |
| Scottish Open (ranking)         |                                 |                                 |                                 |                                 |
| 2016                            | Marco Fu                        | John Higgins                    | 9 – 4                           | 2016/17                         |
| 2017                            | Neil Robertson                  | Cao Yupeng                      | 9 – 8                           | 2017/18                         |
| 2018                            | Mark Allen                      | Shaun Murphy                    | 9 – 7                           | 2018/19                         |
| 2019                            | Mark Selby                      | Jack Lisowski                   | 9 – 6                           | 2019/20                         |
| 2020                            | Mark Selby                      | Ronnie O'Sullivan               | 9 – 3                           | 2020/21                         |
| 2021                            | Luca Brecel                     | John Higgins                    | 9 – 5                           | 2021/22                         |
| 2022                            | Gary Wilson                     | Joe O´Connor                    | 9 – 2                           | 2022/23                         |
| 2023                            | Gary Wilson                     | Noppon Saengkham                | 9 – 5                           | 2023/24                         |